# Авангард (ракетный комплекс)
«Аванга́рд» — российский ракетный комплекс (15П771), оснащённый управляемым боевым блоком (15Ю71 или Ю-71).
Основой комплекса является гиперзвуковой управляемый боевой блок, запускаемый к цели при помощи межконтинентальной баллистической ракеты (МБР) УР-100Н УТТХ/РС-28, и, по заявлениям, развивающий скорость до М=28 (около 9,6 километра в секунду), что даже без боевой части дает ему кинетическую энергию, эквивалентную 18 тоннам тротила. Предназначен для преодоления противоракетной обороны противника. Поставлен на боевое дежурство 27 декабря 2019 года в 13-й ракетной дивизии. В сентябре 2020 года президент Российской Федерации В. В. Путин назвал главным разработчиком «Авангарда» Герберта Ефремова.

## История
В середине 1980-х годов на НПО машиностроения в Реутове под руководством главного конструктора Павла Судюкова начались работы над проектом под шифром «4202». Целью работы были попытки найти ответ на систему противоракетной обороны США. Тогда впервые было предложено создать специальную межконтинентальную ракету, которая оснащалась бы планирующим крылатым боевым блоком. Программу утвердили в 1987 году — она получила наименование «Альбатрос».
В 1989 году от создания специальной ракеты-носителя по экономическим причинам отказались. Однако конструкторы сумели убедить правительство, что разработку хотя бы планирующего блока надо продолжать. Разрешение было получено. Ради экономии в качестве носителя была выбрана уже имеющаяся ракета УР-100Н УТТХ.
Два самых первых испытательных пуска системы состоялись ещё в начале 1990 года, но после распада Союза ССР началось ещё большее сокращение оборонных заказов. В условиях кризиса генеральный конструктор Герберт Ефремов смог сохранить технический и кадровый потенциал предприятия.
В связи с выходом США из Договора об ограничении систем противоракетной обороны в 2001 году и ростом напряжённости в российско-американских отношениях в российском правительстве приняли решение возобновить разработки системы. В феврале 2004 года начальник Генштаба ВС России Юрий Балуевский сообщил: «В ходе тренировки был испытан космический аппарат, который способен лететь с гиперзвуковой скоростью, совершая при этом манёвры». В сентябре 2005 года президент России В. Путин сообщил: «Мы разрабатываем новые стратегические комплексы, каких нет ни у кого в мире. Они будут работать на гиперзвуке[прояснить], менять направление по курсу и высоте. Практически неуязвимые для противоракетной обороны».
С 2013 года по 2015 год была произведена серия неудачных испытаний — не удавалось решить проблему устойчивого управления аппаратом и обеспечить его защиту от сверхвысоких температур, из-за чего правительство планировало закрыть проект. Однако разработчики снова уговорили продолжить работы. После ряда экспериментов конструкторам удалось создать надёжную систему управления и жаропрочные материалы. Блок был оборудован системой терморегуляции разработки московского НПО «Наука».
1 марта 2018 года в своём послании Федеральному собранию В. В. Путин рассказал о разработке системы «Авангард» и показал анимированные кадры её работы.
В 2018 году стало известно, что из госпрограммы вооружений до 2027 года (ГПВ-27) исключены комплекс РС-26 «Рубеж» и БЖРК «Баргузин»; вместо них в ГПВ-27 включён ракетный комплекс «Авангард» шахтного базирования с МБР УР-100Н УТТХ и управляемым боевым блоком, как имеющий более важное значение для обороноспособности страны. Причиной исключения других комплексов названа невозможность одновременного финансирования вышеназванных программ.
В перспективе в качестве носителя управляемых боевых блоков могут быть использованы ракеты РС-28 «Сармат».
16 ноября 2023 года Министерство обороны России сообщило, что в рамках работ по перевооружению Ясненского ракетного соединения ракетный комплекс стационарного базирования «Авангард» был установлен в шахту . Были опубликованы фотографии загрузки ракеты в шахту.

## Конструкция
Подробные тактико-технические характеристики официально не публиковались.
По заявлению президента России В. Путина, гиперзвуковой планирующий крылатый боевой блок может прорвать даже перспективные системы ПРО за счёт маневрирования по высоте и курсу. Его скорость превышает 20 Махов и он идёт к цели как огненный шар, температура поверхности которого составляет 1600—2000 градусов Цельсия.. Боевое оснащение может представлять собой один блок на ракету УР-100Н УТТХ и, по заявлениям, имеет комплекс средств преодоления противоракетной обороны. Боевой блок позиционируется как межконтинентальной дальности.
Мощность боевого оснащения одного блока «Авангард» — от 800 килотонн до двух мегатонн. Предположительно, длина блока — 5—7 метров. Корпус «Авангарда», по предположениям, изготовлен из композиционных материалов, что, по заявлениям, обеспечивает устойчивость к аэродинамическому нагреву в несколько тысяч градусов и надёжную защиту от лазерного облучения.
Система управления позволяет менять полётное задание и распределение целей до старта.
По предположениям «Российской газеты», основой для «Авангарда» послужили наработки, оставшиеся от космического истребителя «Спираль».
Маневрирующие боевые блоки создавались и в СССР:
В Советском Союзе десятью разделяющимися самонаводящимися на разные цели маневрирующими боеголовками оснащались ядерные ракеты МБР P-36М (P-36M2 «Воевода»): головные части: ГЧ 8Ф678 «Маяк», а так же ГЧ 15Ф678 «Маяк-1»
цитата сайта Минобороны: «С июля 1978 г. по август 1980 г. на ракете 15А14 проводились ЛКИ экспериментальной самонаводящейся ГЧ 15Ф678 („Маяк-1“) с двумя вариантами визирования (по радио-яркостным картам местности и по картам рельефа местности)».
цитата сайта «44 ракетный полк в/ч 8953»: «С июля 1978 года по август 1980 года проводились испытания ракеты с маневрирующими ГЧ 15Ф678»

## Испытания
В июле 2018 года заявлено о завершении разработки ракетного комплекса «Авангард», также заявлено о том, что предприятия ОПК начали его серийное производство.
26 декабря 2018 года заявлено об осуществлении удачного пуска из позиционного района Домбаровский (Оренбургская область) по полигону Кура. По утверждению заместителя председателя правительства Юрия Борисова, боевой блок развил скорость около 27 махов.
После испытаний ракетного комплекса «Авангард», заявленных как успешные, 26 декабря 2018 года Президент Российской Федерации В. В. Путин заявил о том, что программа зачётных лётных испытаний комплекса завершена, а в новом, 2019 году, эта система поступит на вооружение российской армии. «Будет развёрнут первый полк в ракетных войсках стратегического назначения», — отметил он. Также Путин сказал, что «Новая система „Авангард“ неуязвима для сегодняшних и перспективных средств ПВО и ПРО вероятного противника. Это большой успех и большая победа».
В «Домбаровской» дивизии РВСН (Оренбургская область) сформирован (переоснащён) полк, 29 декабря 2019 года приступивший к боевому дежурству с «Авангардами». По данным на декабрь 2021 года, в составе полка — шесть ракетных комплексов «Авангард».
Российскими вооружёнными силами в период с 2012 по 2020 год заявлено о проведении пяти успешных пусков межконтинентальной баллистической ракеты с гиперзвуковыми планирующими крылатыми блоками «Авангард». Об этом говорится в «Основных итогах деятельности Вооружённых сил Российской Федерации в 2012—2020 годах».

## Критика
Межконтинентальная баллистическая ракета УР-100Н УТТХ способна доставлять до 6 ядерных зарядов. Использование на ней вместо разделяющейся боевой части одной планирующей боеголовки до шести раз сокращает количество обстреливаемых целей.
В настоящий момент ни одно государство не способно осуществлять перехват массированной атаки обычных баллистических боеголовок МБР, тем более, оснащённых разделяющимися боевыми частями, содержащими несколько реальных и ложных боеголовок, а так же постановщики помех.
В Советском Союзе в 1980-е годы концепция планирующей боеголовки МБР была создана для противодействия предполагаемой способности средств СОИ сбивать МБР в космосе над территорией США и не имеет смысла без таковой. Любая боеголовка МБР имеет начальную скорость входа в плотные слои атмосферы эквивалентную 27 скоростям звука в воздухе, но удлинение траектории полёта планирующей боеголовки многократно увеличивает возможность её обнаружения и поражения в сравнении с баллистическими зарядами. Способность маневрировать давно существует у псеводобаллистических боеголовок МБР и не является чем-то уникальным.
Военный журналист издания The National Interest Питер Сучиу (Peter Suciu) в сентябре 2020 года утверждал, что сочетание способности развивать скорость, в 27 раз превышающую скорость звука, и возможности маневрировать, обходя средства ПРО, делает противостояние таким блокам чрезвычайно сложной задачей. Сучиу, тем не менее, полагал, что «разработка подобного вооружения вряд ли даст соперникам Америки значительное преимущество», так как, если американские межконтинентальные баллистические ракеты и стратегические бомбардировщики будут выведены из строя, у США все ещё будут доступные варианты ответного удара, включая меры с помощью подводных лодок ВМС США с баллистическими ракетами.

## На вооружении
По состоянию на 2022 год на вооружении находилось шесть единиц. По состоянию на конец 2023 года на вооружении находилось ориентировочно восемнадцать единиц (три ракетных полка по шесть единиц в каждом, точный количественный состав не раскрывается) и по заявлению министра обороны России Сергея Шойгу, в ракетных войсках стратегического назначения завершено перевооружение на ракетный комплекс с планирующим боевым блоком «Авангард».
Первый полк, вооружённый «Авангардом», заступил на боевое дежурство РВСН РФ в Оренбургской дивизии в декабре 2019 года. Второй полк межконтинентальных баллистических ракет с планирующими гиперзвуковыми блоками «Авангард» заступил на боевое дежурство в Оренбургской ракетной дивизии РВСН РФ в декабре 2022 года.